# Gunichi Mikawa
Gunichi Mikawa (三川 軍一, Mikawa Gun'ichi), né le 29 août 1888 et mort le 25 février 1981, a été un vice-amiral de la Marine impériale japonaise durant la Seconde Guerre mondiale. Comme commandant de la 8e Flotte, il inflige aux Américains une retentissante défaite tactique à la bataille de Savo, en août 1942, au début de la campagne de Guadalcanal, mais on lui imputera la responsabilité de la défaite japonaise dans la campagne des îles Salomon, d'autant qu'il s'est montré critique quant aux objectifs de cette campagne. Il n'aura plus par la suite de commandement à la mer important.

## Carrière

### Avant la guerre du Pacifique
Gunichi Mikawa, diplômé en 1910 de l'Académie navale impériale du Japon dans la 38e promotion, classé 3e sur 148 élèves, embarque comme midship (Shōi Kōhosei) sur le croiseur cuirassé Asama et le pré dreadnought Satsuma. Comme enseigne de vaisseau (Shōi et Chūi) de 1911 à 1916, il embarque sur le croiseur de bataille alors tout récent Kongō, et le croiseur cuirassé Soya (ex-russe Varyag) puis il suit les cours de l'École de Canonnage et de l'École de Torpillage. Il embarque ensuite sur le croiseur cuirassé Aso (ex-russe Bayan), sur lequel, lors de la Première Guerre mondiale, il effectue une croisière vers la Chine, puis sur le destroyer de 2e classe Sugi. Comme lieutenant de vaisseau de 1916 à 1922, il suit les premiers cours de l'École de Guerre navale, est officier de navigation du transport Seito, puis de mars 1918 à février 1920, en poste en France, il fait partie de la délégation japonaise pendant la préparation du Traité de Versailles. De retour au Japon, il embarque sur le croiseur de bataille Haruna, sur le croiseur léger Tatsuta, sur le croiseur-cuirassé, reclassé croiseur de bataille Ikoma et retrouve l'Aso. Comme capitaine de corvette de 1922 à 1926, officier d'état-major à Yokosuka, il achève sa formation à l'École de Guerre navale, puis, comme capitaine de frégate de 1926 à 1930, il est attaché à l'État-Major Général de la Marine, auprès du vice-amiral Abo, vice-ministre de la Marine et du vice-amiral Takarabe, Conseiller Naval, puis il fait partie de la délégation japonaise à la Conférence de Londres sur le désarmement naval en 1930, et est attaché naval auprès de l'ambassade du Japon en France. Capitaine de vaisseau, il est chef-instructeur à l'Académie Navale, puis il reçoit le commandement des croiseurs lourds Aoba, et Chokai, puis du cuirassé rapide Kirishima.
Promu contre-amiral le 1er décembre 1936, il devient chef d'état-major de la 2e Flotte, puis fin 1937, chef du 2e Bureau de l'État-Major Général de la Marine. Il reçoit fin 1939, le commandement de la 7e Division de Croiseurs, et fin 1940 de la 5e Division de Croiseurs. Promu vice-amiral le 15 novembre 1940, il prend, en juin 1941, le commandement de la 3e Division de Cuirassés, qui est constituée des quatre cuirassés rapides de la classe Kongō.

### De Pearl Harbor à Midway
Le vice -amiral Mikawa avec les cuirassés rapides Hiei et Kirishima gagne les îles Kouriles, fin novembre 1941, pour constituer avec les croiseurs lourds Tone et Chikuma et le croiseur léger Abukuma la Force de Soutien de la Force de Frappe de la 1re Flotte Aérienne, c'est-à-dire les grands porte-avions du vice-amiral Nagumo. Il appareille le 26 novembre, et escorte ces navires dont l'aviation embarquée va aller frapper la Flotte américaine du Pacifique à Pearl Harbor. Rentrée au Japon, fin décembre, la Force de Soutien repart d'Hashira-jima le 5 janvier, pour Truk, dans les îles Carolines accompagnant quatre grands porte-avions, pour couvrir l'attaque de Rabaul en Nouvelle-Bretagne et Kavieng, en Nouvelle-Irlande, du 20 au 23 janvier.
Après le bombardement de Darwin (19 février 1942), les deux cuirassés rapides vont participer à l'attaque de Java, fin février, puis ils retrouvent les deux autres cuirassés rapides de la 3e Division de cuirassés (Kongō et Haruna) qui avaient été détachés auprès de la 2e Flotte du vice-amiral Kondō, et avaient participé aux attaques contre Borneo, les Célèbes, et à la campagne des Indes orientales néerlandaises (Sumatra, Amboine, et Java). Les quatre cuirassés rapides aux ordres du vice-amiral Mikawa vont alors participer au raid sur Ceylan, du 1er au 9 avril 1942, et c'est un appareil du Haruna qui va repérer le HMS Hermes qui sera envoyé par le fond par l'aviation embarquée japonaise.
De retour au Japon, à Hashira-jima, à la fin avril, la 3e Division de Cuirassés y reste jusqu'à la mi-mai. Elle ne participe donc pas à l'Opération Mo qui va donner lieu à la bataille de la mer de Corail, dans laquelle n'est engagée que la 5e Division de Porte-avions. Pour l'opération Mi, c'est-à-dire l'attaque de l'île de Midway, les Kirishima et Hiei vont encore une fois escorter les grands porte-avions, qui ont en charge la couverture éloignée de l'opération, tandis que le Kongō et le Haruna sont rattachés à la 2e Flotte du vice-amiral Kondō qui doit assurer la couverture rapprochée de l'occupation de l'île. Quoique très proches du cœur de la bataille qui a opposé les porte-avions japonais et américains, le Kirishima et Hiei ne subissent de la part de l'aviation embarquée américaine que des dégâts légers.

### Devant Guadalcanal, à la bataille de Savo
Une réorganisation des forces navales japonaises a eu lieu à la mi-juillet 1942. La 3e Division de cuirassés s'est trouvée réduite aux Kongō et Haruna, le vice-amiral Kurita en a reçu le commandement. Le Kirishima et le Hiei ont constitué une nouvelle 11e Division de Cuirassés, confiée au contre-amiral Abe. Le vice-amiral Mikawa a été nommé à la tête d'une 8e Flotte, pour les Mers du Sud extérieures, créée par démembrement du secteur de la 4e Flotte, dont le commandant était le vice-amiral Inoue, pour opérer au-delà des territoires confiés au Japon par mandat de la S.D.N, contre les territoires de Papouasie-Nouvelle-Guinée, confiés à l'Australie par mandat de la S.D.N ou sous protectorat britannique, comme les îles Salomon, ou pour la défense des Îles Gilbert, autre protectorat britannique occupé dès le début de la Guerre du Pacifique comme les territoires américains de Guam ou de Wake.
Le 25 juillet, à Truk, a eu lieu la passation des consignes avec le vice-amiral Inoue, qui avait eu la responsabilité de l'opération Mo, que la bataille de la mer de Corail a contribué à faire avorter. Le vice-amiral Mikawa a ensuite gagné Rabaul, où son Q.G. a été installé. Il avait sa marque sur le croiseur lourd Chōkai qui est allé mouiller près de Kavieng, où l'ont rejoint, fin juillet, les croiseurs des classes Furutaka et Aoba, qui composaient la 6e Division de Croiseurs, aux ordres du contre-amiral Aritomo Gotō.

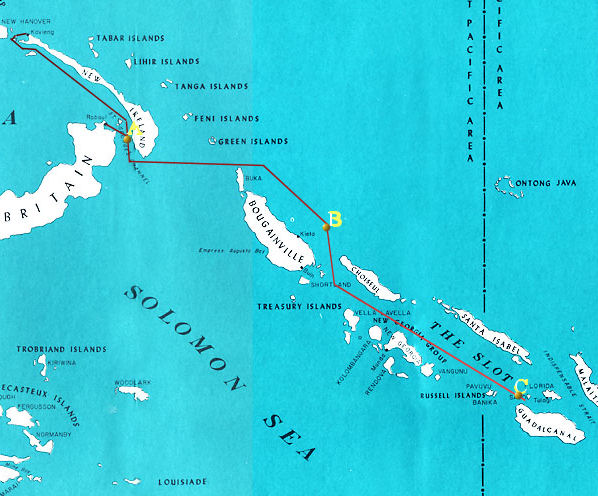
L'approche de l'escadre du vice-amiral Mikawa, de Kavieng vers Savo, 7-9 août 1942

La prise de commandement du vice amiral Mikawa a été très vite suivie du coup d'éclat de la bataille de Savo. Les Japonais avaient débarqué, début mai, dans l'archipel des îles Salomon, dans le but de menacer les communications entre les îles Hawaï et l'Australie. Le 7 août, dès que les U.S. Marines eurent débarqué à Tulagi, sur l'île Florida, sous la protection de l'USS Wasp et à Guadalcanal sous la protection des USS Enterprise et Saratoga, les croiseurs de la 6e Division ont quitté Kavieng, accompagnés de deux croiseurs légers, de destroyers et du Chōkai, sur lequel le vice-amiral Mikawa a embarqué à Rabaul, avant de mettre le cap sur Guadalcanal. Ils ont été repérés à plusieurs reprises. Dès leur sortie de Rabaul, des bombardiers australiens et un sous-marin (USS S-38 (en)) américain les ont signalés, mais leurs messages, parvenus tardivement, n'ont pas été pris en considération. Deux destroyers (USS Ralph Talbot, USS Blue), en position de piquets radar ont eu des contacts, visuel pour le premier, radar pour le second, mais leurs messages ne sont pas parvenus et les croiseurs japonais, dont l'image radar était brouillée par l'île de Savo, leur ont finalement échappé. Enfin, l'USS Jarvis les a repérés, mais sa radio était en panne. L'alerte a été donnée par le destroyer USS Patterson alors que l'attaque japonaise avait commencé.

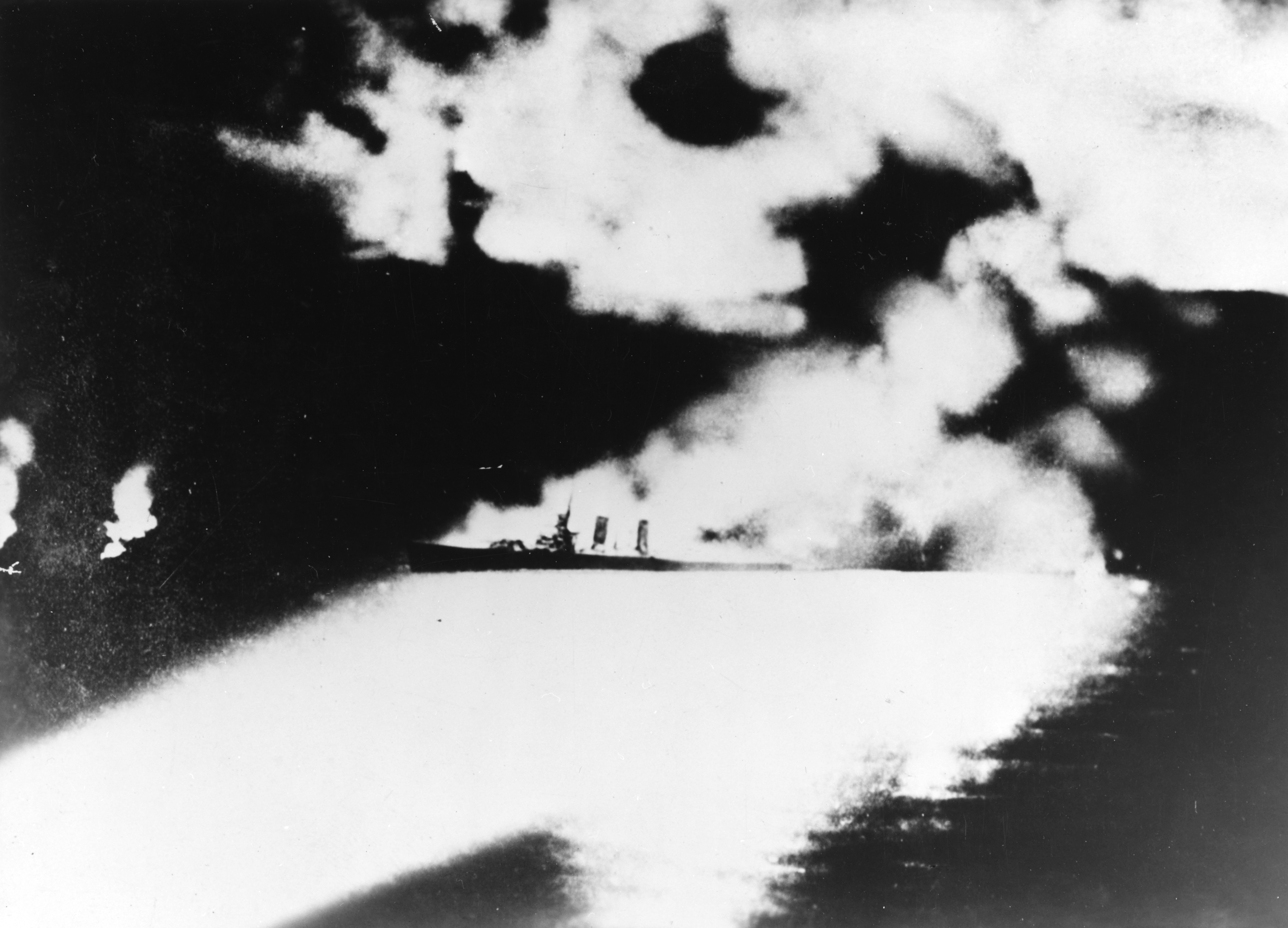
Éclairé par les croiseurs japonais, l'USS Quincy (CA-39) est en train de couler

Les croiseurs qui se trouvaient au sud de l'île de Savo, le HMAS Canberra et l'USS Chicago, ont été très gravement endommagés, le premier a dû être achevé le lendemain, et le second a eu l'avant emporté. Les croiseurs japonais abattirent au nord et ont alors envoyé par le fond les trois croiseurs lourds américains USS Quincy , Vincennes  et Astoria, tandis que le croiseur léger Yūbari avariait l'USS Ralph Talbot. Seul le Chokai a été touché dans sa batterie avant. Ignorant que les porte-avions américains avaient été retirés du secteur, le vice-amiral Mikawa, craignant les attaques aériennes sur son chemin de retour, mit le cap sans délai vers sa base, sans attaquer les navires de transports américains, qui étaient mouillés devant Lunga Point, à une vingtaine de nautiques dans le sud-est, ce qui lui sera reproché ultérieurement. Mais pour les grands bâtiments de surface japonais, le danger ne venait pas que du ciel: le lendemain, c'est le sous-marin USS S-44 (en)qui a torpillé le Kako, à proximité de Kavieng,.
Le propos officiel de l'amiral Yamamoto au vice-amiral Mikawa : « J'apprécie le courage et la ténacité de tous les hommes de votre organisation. J'attends de vous que vous prolongiez vos exploits et que vous fassiez tout ce qui est dans votre pouvoir pour soutenir les troupes au sol de l'armée impériale maintenant engagées dans une lutte désespérée » indiquait clairement que la mission de la 8e Flotte ne correspondait pas à une mission stratégique de la Marine, mais était d'apporter un soutien tactique aux forces terrestres.

### Au cours de la campagne de Guadalcanal et des îles Salomon
,

Les Marines qui avaient occupé dès le 8 août le terrain d'aviation dont la construction avait été entreprise par les Japonais, près de la pointe Lunga, vont le mettre en état de défense contre les attaques des premiers renforts prélevés dans les effectifs de la XVIIe Armée japonaise, qui opérait en Nouvelle-Guinée.

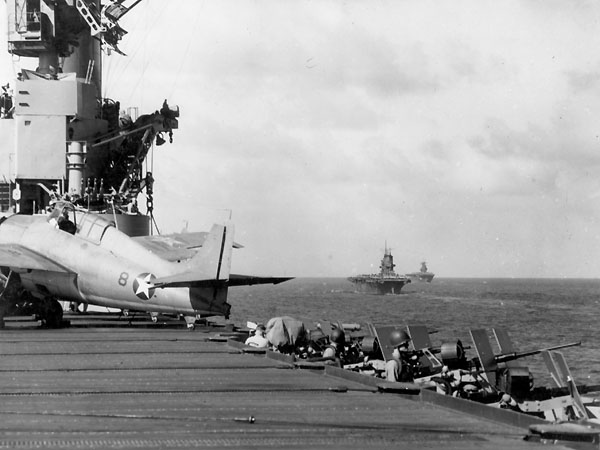
Les porte-avions américains, ici les Wasp, Saratoga et Enterprise, assurant la couverture aérienne de Guadalcanal le 12 août 1942

Rebaptisé Henderson Field, du nom de Lofton R. Henderson, un officier aviateur du Corps des Marines tué à Midway, ce terrain, dont le nom de code a été “Cactus”, est opérationnel dès le 20 août. Il va contribuer à donner aux Américains la supériorité aérienne, de jour, sur la zone. Les chasseurs qui y ont été basés, souvent renseignés par des observateurs côtiers australiens sur l'île voisine de Bougainville, attaquaient les avions venant de Rabaul, à 1 000 kilomètres, et les chasseurs-bombardiers obligeaient les Japonais à acheminer leurs renforts, avec des navires assez rapides pour entrer et sortir hors de la zone d'action de la “Cactus Air Force”, au cours de la même nuit,. Une première attaque terrestre d'importance contre Henderson Field échoua le 21 août (Bataille de Tenaru).

#### La bataille des Salomon orientales et la bataille du cap Espérance

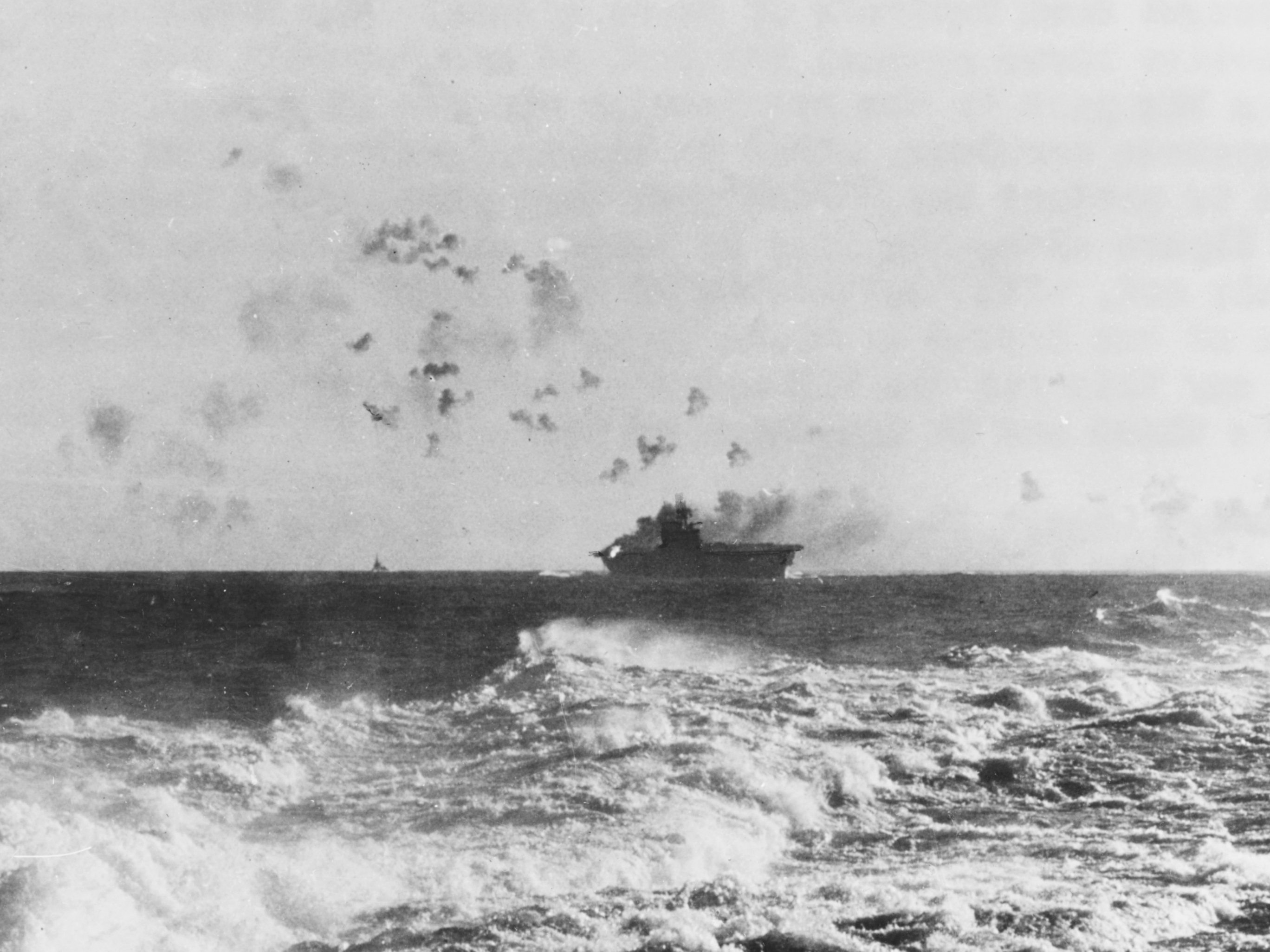
L'USS Enterprise en feu à la bataille des Salomon orientales, le 24 août 1942

Fin août, les quatre croiseurs lourds de la 8e Flotte se joignent à la 2e Flotte du vice-amiral Kondō et à la 3e Flotte du vice-amiral Nagumo, alignant deux cuirassés et trois porte-avions, qui vont accompagner un petit convoi de troupes escorté par les forces légères du contre-amiral Tanaka. Mais il s'agit également de rechercher le contact avec les forces navales du secteur du Pacifique Sud qui assurent la couverture éloignée des troupes américaines à Guadalcanal. À la bataille des Salomon orientales (24 août 1942), le résultat est indécis, le porte-avions léger Ryujo est coulé, mais l'USS Enterprise est endommagé et doit partir en réparations pour plusieurs mois. Cependant le convoi de renforts de troupes japonais a dû se détourner vers les îlots Shortland,.
La 6e Division de Croiseurs continue dans les jours suivants à assurer la couverture des renforcements en troupes et en matériels, depuis Rabaul, ou les îlots Shortland, de nuit, ce que la presse américaine a appelé le “Tokyo Express”. Les hydravions des croiseurs bombardent les pistes d'Henderson Field. Pendant ce temps, les sous-marins japonais vont marquer des points contre les grands bâtiments américains. Le 31 août, l'USS Saratoga est torpillé et doit partir en réparations, le 14 septembre, l' USS Wasp, torpillé, prend feu et doit être abandonné, le cuirassé USS North Carolina, qui avait montré la puissance de son artillerie anti-aérienne, torpillé, a dû aller se faire réparer à Pearl-Harbor.
À la mi-octobre, la Marine Impériale japonaise monte une nouvelle action de renforcement, avec un convoi escorté de transports d'hydravions aux ordres du contre-amiral Joshima, qui va réussir à débarquer hommes, tanks et matériel à Tassafaronga, sur la côte nord de Guadalcanal, tandis que le contre-amiral Goto qui a sa marque sur l'Aoba doit conduire les Kinugasa et Furutaka bombarder Henderson Field. Mais un convoi de renforts américains vient d'arriver de Nouméa. Son escorte, qui compte deux croiseurs lourds et deux grands croiseurs légers, aux ordres du contre-amiral Scott, qui a été prévenu qu'une escadre japonaise a été repérée, se porte à sa rencontre. Celle-ci a lieu au large du cap Espérance (12 octobre 1942), à l'extrémité nord-ouest de Guadalcanal. Le combat est confus et indécis, le contre-amiral Goto est tué sur la passerelle de l'Aoba, très endommagé, le Furutaka, torpillé par l'USS Duncan, va finalement couler, et son assaillant également, tandis que les croiseurs américains USS Salt Lake City et Boise sont sérieusement endommagés, mais le bombardement d'Henderson Field n'a pas eu lieu.

#### La bataille des îles Santa Cruz et les batailles navales de Guadalcanal

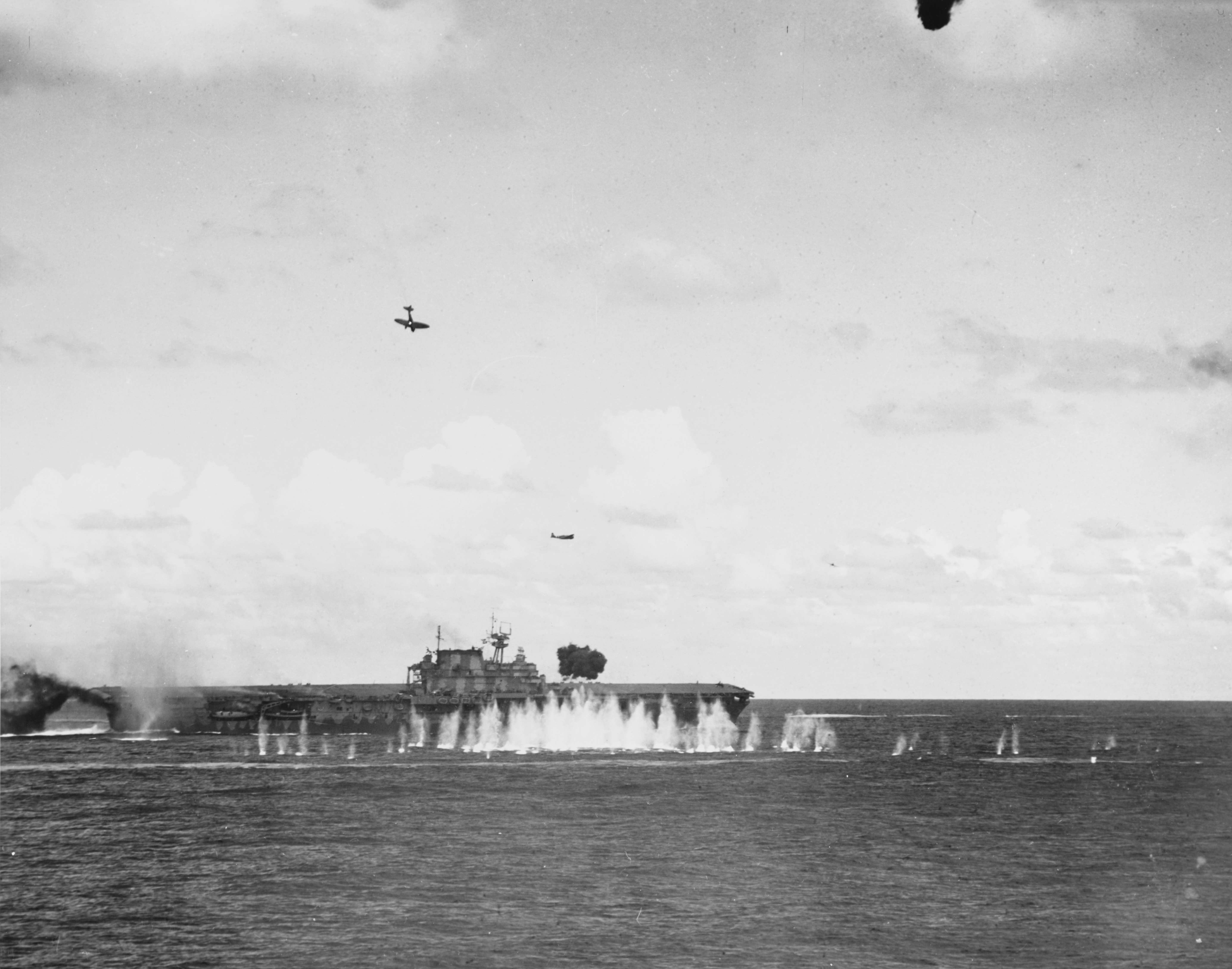
À la bataille des îles Santa Cruz, un avion japonais va s'abattre sur l'USS Hornet

Le lendemain de la bataille du cap Espérance, les cuirassés rapides Kongō et Haruna, aux ordres du vice-amiral Kurita ont bombardé Henderson Field, pendant une heure et demie, détruisant la moitié des avions qui s'y trouvaient, et incendiant les stocks d'essence. Le surlendemain, ce furent le Chōkai, portant la marque du vice-amiral Mikawa, et le Kinugasa, et la nuit suivante, le Myōkō portant la marque du vice-amiral Takagi, et le Maya qui en effectuèrent le bombardement. Une fois encore, la 2e Flotte et la 3e Flotte ont repris la mer, mais du côté américain, le vice-amiral Halsey, connu pour sa pugnacité, venait de recevoir le commandement du secteur du Pacifique Sud. De son PC de Nouméa, il signala au vice-amiral Kinkaid, commandant à la mer : « Attaquez! Je répète: attaquez! ». Ce fut la bataille des îles Santa Cruz (24-25 octobre 1942). Les Japonais en ont revendiqué la victoire, car l'USS Hornet y a été coulé, et l'USS Enterprise endommagé, mais ce fut une « victoire à la Pyrrhus » tant les pertes en pilotes de l'aviation embarquée y ont été lourdes,. Dans le même temps, à terre, une violente attaque japonaise contre Henderson Field était repoussée après trois jours de combats acharnés. Le 3 novembre, le Maya et le Suzuya ont été rattachés à la 8e Flotte, et ils ont donc rallié Rabaul.

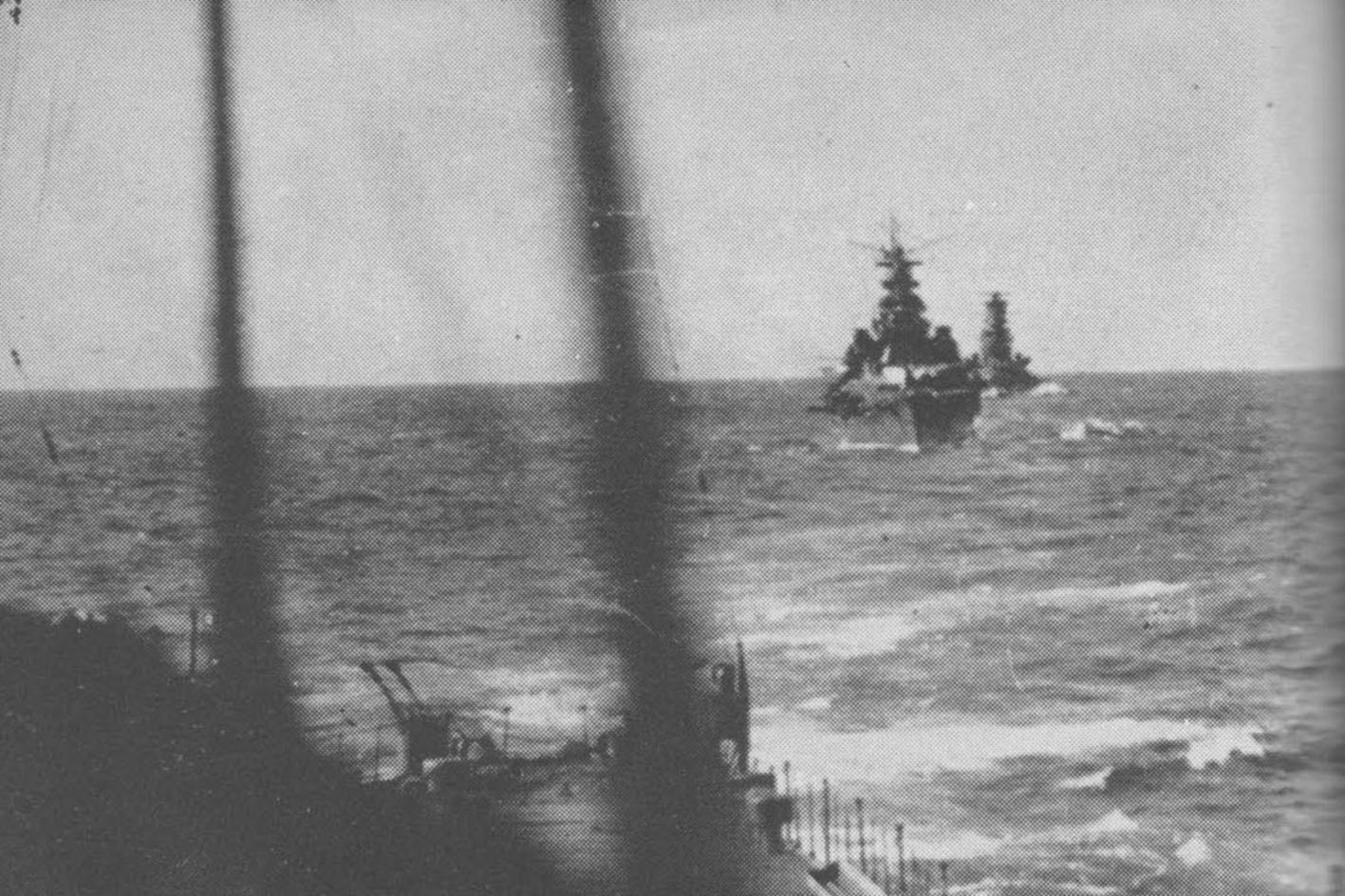
Le Takao et le Kirishima, dans le sillage de l'Atago, dans la journée du 14 novembre.

Début novembre, la 2e Flotte a quitté Truk pour le mouillage de l'atoll d'Ontong Java, à un peu plus de 135 nautiques au nord des îles Salomon. Il s'agissait de couvrir un important convoi de plus de 7 000 hommes partant des îlots Shortland pour les débarquer à Guadalcanal, après que l'Unité de Bombardement de la 2e Flotte, c'est-à-dire la 11e Division de cuirassés (Hiei et Kirishima), aux ordres du vice-amiral Abe, eut bombardé Henderson Field. Mais dans la matinée du 12 novembre, la force du vice-amiral Abe a été repérée, et dans la nuit suivante, une bataille, aussi violente que confuse, au cours de laquelle les contre-amiraux Scott et Callaghan ont été tués et le vice-amiral Abe blessé, a abouti à la perte du cuirassé rapide Hiei, tandis que le bombardement et le débarquement prévus n'ont pas pu avoir lieu. Dans la soirée du 13 novembre, le vice-amiral Mikawa, sur le Chōkai, avec le Kinugasa, le Maya et le Suzuya portant la marque du contre-amiral Nishimura, est arrivé devant Guadalcanal, et Henderson Field a reçu encore un millier d'obus, tirés par ces deux derniers croiseurs. Au retour de cette mission, le lendemain, le Kinugasa, a été coulé par l'aviation embarquée de l'USS Enterprise et le Maya a été sérieusement endommagé par un Dauntless qui s'est abattu sur sa superstructure à bâbord.

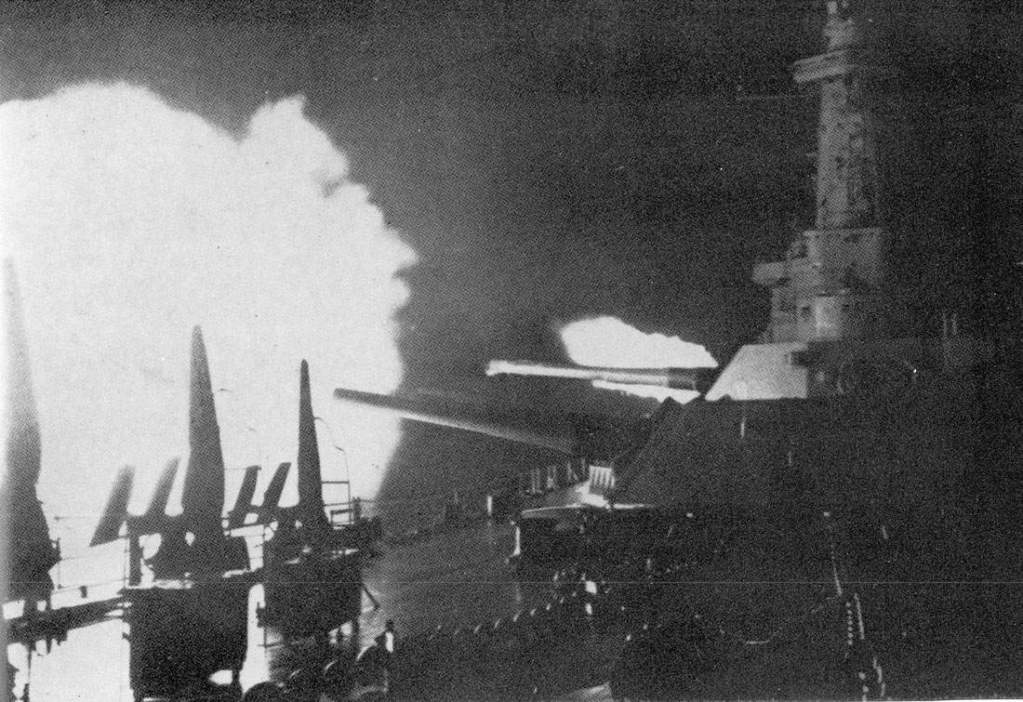
Le cuirassé USS Washington tire sur le Kirishima à 8000 mètres, on remarque l'élévation très faible des canons de 406 mm

Le vice-amiral Kondō a alors reçu mission du Commandant-en-Chef de la Flotte Combinée, l'amiral Yamamoto, de mener à bien la mission confiée au vice-amiral Abe, relevé de son commandement. Il a aussitôt constitué une nouvelle Unité de Bombardement d'Urgence avec le Kirishima, l'Atago, sur lequel il avait sa marque, et le Takao. Partant d'Ontong Java, il a mis le cap, le 14 novembre, sur Guadalcanal. Mais du côté américain, une nouvelle Task Force 64 avait été constituée autour des deux cuirassés modernes USS Washington et South Dakota et de quatre destroyers, aux ordres du contre-amiral "Ching" Lee qui avait appareillé de Nouméa pour Guadalcanal, dans l'après-midi du 13 novembre. La rencontre entre les deux forces a eu lieu dans la nuit du 14 au 15 novembre, encore une fois à proximité de l'île de Savo, dans le « détroit au fond de ferraille » (Ironbottom Sound). L'entrainement au combat de nuit des marins japonais et la supériorité de leurs torpilles Longues lances ont coûté aux Américains la perte de trois des quatre destroyers qu'ils avaient engagés. L'USS South Dakota s'est même trouvé un moment en difficulté, mais la maîtrise de la nouvelle technologie du radar acquise par les canonniers de l'USS Washington a été redoutablement efficace : le cuirassé rapide Kirishima a été envoyé par le fond, de neuf coups de 406 mm, tirés en sept minutes à 8 000 mètres, autant dire à bout portant. Le vice-amiral Kondō a immédiatement rompu le combat avec ses deux croiseurs lourds,.

#### La bataille de Tassafaronga et la bataille de la mer de Bismarck

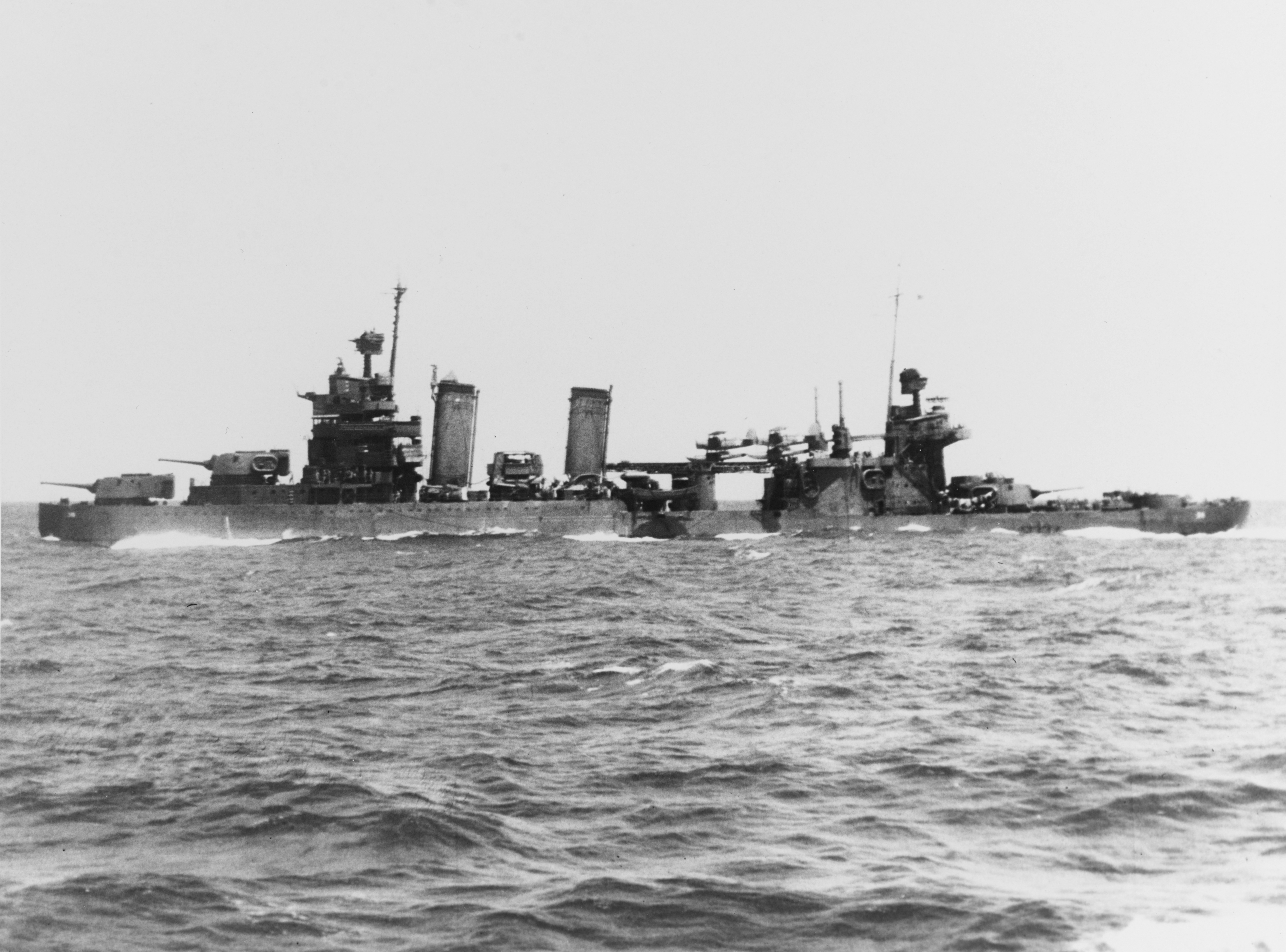
L'USS Minneapolis rentre à Pearl Harbour sans sa proue qui a été détruite à la bataille de Tassafaronga

La Marine Impériale japonaise a renoncé dès lors à bombarder les positions américaines de Guadalcanal, et pour ravitailler en armes les troupes japonaises, elle n'a plus eu recours qu'à des destroyers, et non à des convois de navires de transport. De leur côté, ne pouvant affecter des cuirassés modernes en permanence à Guadalcanal, les Américains ont constitué une Task Force (TF. 67) de cinq croi seurs, USS Minneapolis, New Orleans, Pensacola, Honolulu et Northampton, aux ordres du contre-amiral Wright. Cette escadre a rencontré, au large de Lunga Point, dans la bataille de Tassafaronga, le 30 novembre 1942, huit destroyers emmenés par le contre-amiral Tanaka, effectuant la première mission du « Tokyo Express » dans sa nouvelle formule. Un destroyer japonais fut coulé, mais les autres bâtiments, avant de se dérober, lancèrent une gerbe de torpilles « Longues Lances » : l'USS Northampton a été coulé et trois croiseurs ont été gravement avariés. Ce fut une des plus cinglantes défaites de l'US Navy dans le Pacifique.

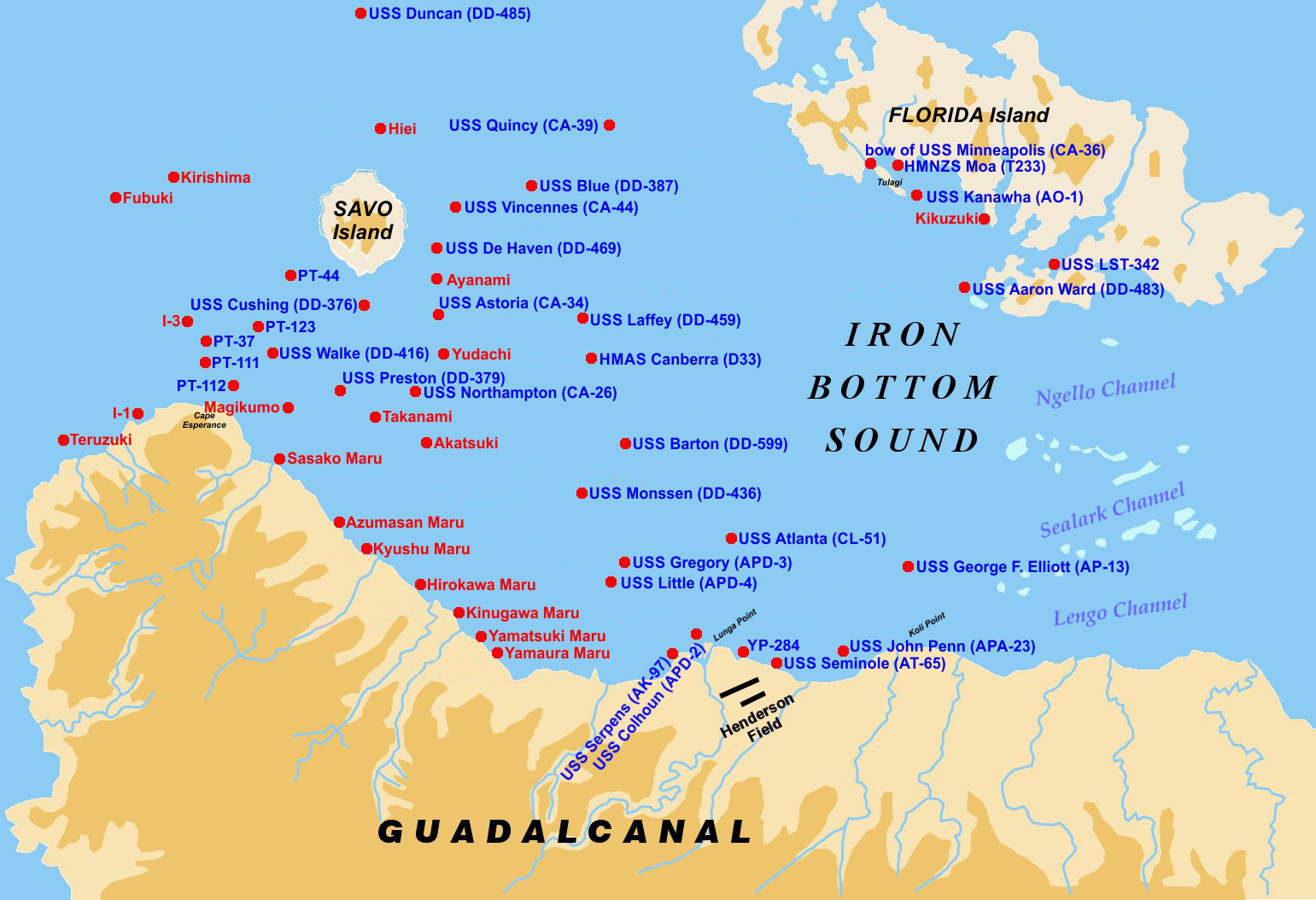
Localisation des épaves dans le "détroit au fond de ferraille"

Ce fut en même temps l'avant-dernier épisode de la bataille de Guadalcanal, longue campagne d'attrition, qui aura coûté au Japon 25 000 fantassins, 5 000 marins, de nombreux aviateurs chevronnés; un porte-avions, le Ryūjō, deux cuirassés, les Hiei et Kirishima, trois croiseurs lourds, Kako, Furutaka et Kinugasa, et un croiseur léger, le Yura. Le vice-amiral Mikawa ne s'était pas caché, pour dire à l'État-Major Général de la Marine que « combattre les Américains pour les îles Salomon revenait à déverser les soldats, marins, aviateurs et navires japonais dans un “trou noir”». Mais, ayant sans doute le grand tort d'avoir raison trop tôt, il ne fut pas écouté. Le 24 décembre 1942, toutes les forces navales de Nouvelle-Guinée et des îles Salomon sont réunies pour former la Flotte de la Zone du Sud-Est, mise sous le commandement du vice-amiral Kusaka.
Finalement, après un mois de discussions d'état-major, l'évacuation de Guadalcanal par les Japonais se déroula au cours du mois de janvier 1943. L'U.S. Navy y a encore perdu un croiseur lourd, l'USS Chicago, coulé par l'aviation japonaise, au cours de la bataille de l'île de Rennell. Les préoccupations des États-Majors japonais se sont alors portées sur la Papouasie, où avaient eu lieu de durs combats courant 1942, autour de Buna-Gona, en baie de Milne, et sur la partie de la mer des Salomon baignant les côtes de Nouvelle-Guinée, où en décembre, le croiseur léger Tenryū fut torpillé et coulé par un sous-marin. Pour transporter d'importants renforts destiner à arrêter l'avance des troupes du général MacArthur, un convoi escorté de huit destroyers a quitté Rabaul, le 28 février, mais dans la bataille de la mer de Bismarck, l'aviation américaine basée à terre, les 2 au 5 mars, a détruit le convoi, avec beaucoup de pertes japonaises, malgré les efforts des destroyers d'escorte.
Le 1er avril 1943, le vice-amiral Mikawa est remplacé à la tête de la 8e Flotte.
De septembre 1943 à juin 1944, il commande la 2e Flotte Expéditionnaire du Sud, puis la Flotte de la Zone Sud-Ouest, la 3e Flotte Expéditionnaire du Sud, et la 13e Flotte Aérienne, tous postes de relativement moindre importance que la 8e Flotte, jusqu'au début novembre 1944. Il prend sa retraite en mai 1945.
Il meurt en 1981, à 92 ans, un des derniers des grandes figures de la Guerre du Pacifique.